# PR-HU 45
El PR-HU 45 es una ruta de pequeño recorrido en la Ribagorza, provincia de Huesca, Aragón, España. Empieza en la Cabañera de la Rebollosa (enlace con el GR-18) y acaba en Puente de Montañana (enlace con el GR-1).
El recorrido total son 46,4 km, en torno al valle del Noguera Ribagorzana. Las altitudes durante el recorrido oscilan entre los 500 m s. n. m. en el Pont de Penavera y los 1060 en La Basa l'Estall.
Enlaza dos senderos de Gran Recorrido (GR): GR-1 y GR-18. En su transcurso atraviesa el río Cajigar, bordea el pantano de Canelles, atraviesa el Montsec y finalmente sigue en paralelo al río Noguera Ribagorzana.
| Municipios             | Localidades           | Localidades                          |
| ---------------------- | --------------------- | ------------------------------------ |
| Benabarre              | Estaña                | GR-18 en la Cabañera de la Rebollosa |
| Estopiñán del Castillo | Caserras del Castillo | Caserras del Castillo                |
| Viacamp y Litera       | Finestras             | Finestras                            |
| Viacamp y Litera       | Fet                   |                                      |
| Viacamp y Litera       | Montfalcó             |                                      |
| Viacamp y Litera       | Estall                |                                      |
| Viacamp y Litera       | Mongay                |                                      |
| Viacamp y Litera       | Chiriveta             |                                      |
| Puente de Montañana    | Puente de Montañana   | GR-1                                 |